# Grotesk
Das Adjektiv grotesk steht für wunderlich, verzerrt, seltsam, übertrieben. Im umgangssprachlichen Gebrauch hat es oft eine abwertende Bedeutung als Steigerungspartikel („groteskes Fehlurteil“, „groteske Verdrehung der Tatsachen“). Als künstlerischer oder kunstgeschichtlicher Begriff (das oder die Groteske) kann es wertfrei gemeint sein.

## Etymologie
Das Wort wurde im 16. Jahrhundert über französisch grotesque aus italienisch grottesco, einem von grotta ‚Grotte‘ abgeleitetem Adjektiv, entlehnt. Grottesco bezeichnete zunächst in grottesca pittura phantastische antike Deckenmalereien, die in Grotten, Kavernen und anderen Gebäuden römischer Zeit gefunden und als Ornamentform bzw. Groteskenmalerei besonders in der Renaissance und mit dem Manierismus wiederbelebt wurden. 
Es löste sich erst Mitte des 18. Jahrhunderts aus der fachsprachlichen Isolierung und erscheint seitdem sowohl in der ins Allgemeine übertragenen Bedeutung und im Zusammenhang mit anderen Kunstgattungen als der Malerei substantiviert.